# Dark Souls II
Dark Souls II (jap. ダークソウルII Dāku Sōru Tsū) ist ein Action-Rollenspiel des japanischen Entwicklers FromSoftware. Es wurde im März 2014 für PlayStation 3, Xbox 360 und Windows-Computer veröffentlicht, später folgten Versionen für PlayStation 4 und Xbox One. Es ist der Nachfolger des Fantasy-Videospiels Dark Souls.

## Hintergrund
Das Spiel wurde am 7. Dezember 2012 im Zuge der Spike Video Game Awards angekündigt. Hidetaka Miyazaki, der bereits beim ersten Teil mitgewirkt hat, fungierte als Supervisor. Leitende Produzenten waren Tomohiro Shibuya und Yui Tanimura. Nach einigen Verzögerungen wurde das Spiel in den Vereinigten Staaten, Japan und Europa schließlich am 11., 13. bzw. 14. März 2014 veröffentlicht.

## Handlung

### Hauptspiel
Dark Souls II ist inhaltlich eine direkte Fortsetzung von Dark Souls, spielt aber viele tausend Jahre nach dessen Ereignissen. Der Spieler ist zu Beginn der Geschichte erneut ein Untoter, weshalb er das zerstörte Königreich Drangleic aufsucht, wo es eine Heilung für den Fluch der Untoten geben soll. Er erhält vom Emerald Herald die Aufgabe, die vier großen Seelen (Seele der verlorenen Sünderin, Seele des Verkommenen, Seele des Alten Eisenkönigs und Seele des alten Bleichdrachen) zu sammeln. Wenn er dies getan hat, fordert sie ihn auf, den König von Drangleic zu suchen. Nachdem der Spieler die übrigen Wachen des Königs besiegt hat, begegnet er der Königin Nashandra, die sagt, dass der König seinen Pflichten nicht nachgekommen sei und seinen Thron, durch seinen Ring verschlossen, zurückgelassen habe. Sie bittet den Spieler, ihn zu töten und ihr dessen Ring zu überreichen, damit der Spieler den Platz des Königs einnehmen kann. Zum Ende dieser Aufgabe erfährt der Spieler, dass der Untergang des Reiches nicht die Schuld des Königs, sondern die der Königin war (welche eine Nachfahrin des Verstohlenen Zwerges aus Dark Souls ist) und den Thron selbst besteigen will. Später bittet Emerald Herald den Spieler erneut, Nashandra zu töten und den Thron von Drangleic für sich selbst in Anspruch zu nehmen. 

### Scholar of the First Sin
Durch einen Patch namens Scholar of the First Sin wird ein weiterer NPC und Boss, Aldia, Schüler der Ursünde, hinzugefügt. Dabei handelt es sich um den Bruder des Königs von Drangleic. Beide zusammen erforschten die Geschichte der Spielwelt und entdeckten so den scheinbar nicht endenden Zyklus aus Zeitalter des Feuers, gefolgt vom Fluch der Untoten, bis sich ein neuer König opfert, um das Zeitalter des Feuers zu erneuern. Zusätzlich erfährt der König Nashandras wahre Absichten, ein scheinbar noch schlimmeres Zeitalter der Dunkelheit einzuläuten. Beide Erkenntnisse veranlassen den König von Drangleic, seinen Thron zu versiegeln und ins Exil zu gehen. Aldia selbst sieht in Gwyns Opfer (Dark Souls) die Ursünde, da durch das Binden der Menschen an die Leuchtfeuer der Fluch der Untoten sowie der Zyklus erst entstehen konnten.
Ebenfalls durch den Patch eingefügt wurde ein alternatives Ende. Jetzt hat der Spieler die Wahl, sich nach dem Tod der Königin auf den Thron des Verlangens zu setzen und damit das Zeitalter des Feuers erneut zu starten oder gegen Aldia zu kämpfen, welcher nach dem Besiegen von Königin Nashandra erscheint. Hierfür muss allerdings zuvor der König besiegt werden. Ist Aldia besiegt, verlässt der Spieler den Thron, anstatt ihn zu besteigen. Ob der Zyklus dadurch beendet wird, bleibt ungeklärt.
Die Handlung von Dark Souls II wird im dritten und letzten Teil der Serie fortgesetzt.

## Rezeption
Das Spiel erhielt größtenteils positive Kritiken. Die Zeitschrift PC Games bezeichnete Dark Souls II als fast perfekt und als „eines der wohl schwersten Rollenspiele“; sie vergab eine Wertung von 92 %. Die Redaktion von GameStar kritisierte, dass das Spiel an einen Steam-Account gebunden werden müsse. Zudem wurde bemängelt, dass das Spiel „technisch hoffnungslos veraltet“ sei und trotz der spürbaren Verbesserungen die Maus- und Tastatursteuerung immer noch nicht perfekt funktioniere. Gleichzeitig wurde es als „großes Rollenspiel-Kino für leidensfähige Hardcore-Spieler“ bezeichnet. Insgesamt vergab das Magazin 85 von 100 Punkten.

### Nachfolger
Der dritte Teil der Serie, Dark Souls III, wurde offiziell auf der Electronic Entertainment Expo (E3) 2015 in Los Angeles für das Frühjahr 2016 angekündigt und erschien im April des Jahres in Deutschland. Mit dem dritten Teil wurde die Serie abgeschlossen.